# 斯維納林
50°56′28″N 24°39′44″E / 50.94111°N 24.66222°E
斯維納林（烏克蘭語：Свинарин），是烏克蘭的村落，位於該國西部沃倫州，由科韋利區負責管轄，始建於1545年，面積2.55平方公里，海拔高度205米，2001年人口425，人口密度每平方公里167人。